# Cal Viladrich (Almatret)
Cal Viladrich és una obra d'Almatret (Segrià) inclosa a l'Inventari del Patrimoni Arquitectònic de Catalunya.

## Descripció
Habitatge entre mitgeres de planta baixa i dos pisos, de tipologia tradicional. Façana simètrica amb llindes i cèrcols de pedra. Ràfecs ben acabats.

## Història
Casa que fou del pintor Viladrich.